# Водянова, Наталья Михайловна
Ната́лья Миха́йловна Водяно́ва (для работы изменила ударение на Водя́нова; род. 28 февраля 1982, Горький, РСФСР, СССР) — российская и мировая супермодель и филантроп. В настоящее время вместе с мужем — бизнесменом Антуаном Арно — и детьми живёт во Франции.

## Биография
Родилась 28 февраля 1982 года в Горьком (ныне Нижний Новгород), мать — Лариса Викторовна Кусакина, отец — Михаил Водянов. По национальности русская, и по отцу на четверть мордовка. В 1997 году бросила школу, занималась торговлей на рынке. Есть три младшие сестры — Оксана (инвалид с детства, родилась с тяжёлой формой аутизма и ДЦП), Кристина (род. 1995[уточнить]) и Дженнифер Бернс (урож. Мария, род. 1998), родившаяся в Нижнем Новгороде, но выросшая и проживающая в США.
С 16 лет была зачислена в модельное агентство Евгении Чкаловой «Евгения» (Нижний Новгород), где ей порекомендовали выучить английский язык. На одном из просмотров заметил скаут агентства Viva Model Management и сразу предложил ей работу в Париже. По прошествии нескольких месяцев девушка отправилась в столицу Франции.

## Карьера
Работала на подиуме для Gucci, Chanel, Alexander McQueen, Christian Dior, Calvin Klein, Donna Karan, Louis Vuitton, Marc Jacobs, Ralph Lauren, Chloe, Valentino, Givenchy, Jean-Paul Gaultier, Miu Miu, Hermès, Kenzo, Viktor & Rolf, Dolce & Gabbana, Balenciaga, Yves Saint Laurent, H&M и многих других домов моды.
Появлялась на многочисленных обложках самых известных журналов моды, включая Vogue, Harper's Bazaar, Marie Claire, ELLE.
Была лицом косметической марки L’Oreal Paris, также принимала участие в рекламных кампаниях таких брендов, как Louis Vuitton, David Yurman, Marc Jacobs, Miss Sixty, Pepe Jeans, Diane von Fürstenberg, Chanel, Gucci, Guerlain.
Снималась для календаря Pirelli.
Доминирование российских манекенщиц на мировых подиумах с начала 2000-х годов было названо эпохой трёх V (по начальным буквам фамилий самых успешных и востребованных — Натальи Водяновой, Анны Вьялицыной и Евгении Володиной).
В 2003 году стала официальным лицом компании Calvin Klein.
По данным Sunday Times, Наталья Водянова входит в третью сотню самых богатых людей Великобритании (в 2003 году она заработала 3,6 млн фунтов стерлингов).
В 2007 году, после рождения сына Виктора, решила частично оставить карьеру модели и посвятить себя семье и благотворительному фонду. Наталья, как и некоторые мировые экс-супермодели, всё же соглашается выйти на подиум или принять участие в фотосессии за высокие гонорары.
В 2009 году была утверждена на место соведущей полуфинала песенного конкурса «Евровидение», проходившего в Москве, в паре с Андреем Малаховым. За участие в этой трансляции стала лауреатом премии «ТЭФИ» (2009) в номинации «Ведущий развлекательной программы». Весной 2009 года Наталья заключила трехлетнее соглашение о том, чтобы стать послом бренда французской компании по производству нижнего белья Etam и быть разработчиком коллекции нижнего белья каждого сезона в течение срока действия соглашения. Коллекции будут продаваться под брендом Natalia pour Etam.
В 2013 году вместе с Дмитрием Нагиевым стала ведущей телешоу «Голос. Дети».
Принимала участие в презентации «Сочи-2014» в Ванкувере, церемонии открытия Олимпийских игр в Сочи в феврале 2014 года, была ведущей церемонии жеребьёвки отборочного турнира чемпионата мира по футболу 2018 года.
В 2017 году стала инвестором мобильного приложения Flo Period Tracker и вошла в совет директоров.

## Семья
- Отец — Михаил Водянов.
- Мать — Лариса Викторовна Кусакина.
- Бывший муж — британский аристократ Джастин Тревор Беркли Портман, младший единокровный брат миллиардера Кристофера Портмана[англ.], 10-го виконта Портмана. Как принадлежавшие к семье пэров, но сами не имевшие титула, Водянова (в течение её нахождения в браке) и её муж пользовались обращением достопочтенный (-ая). В 2010 году в СМИ появились сообщения о предстоящем разводе Водяновой и Портмана, а в июне 2011 года Водянова объявила, что супруги больше не живут вместе[18].
  - сын Лукас Александр (род. 22 декабря 2001),
  - дочь Не́ва (род. 24 марта 2006, названа в честь реки, но с ударением на первый слог[9][19]),
  - сын Виктор (род. 13 сентября 2007, назван в честь деда)[9].
- Муж — Антуан Арно, французский бизнесмен, генеральный директор Berluti, сын мультимиллиардера Бернара Арно. Вместе с 2011 года, помолвлены с весны 2019 года. 19 сентября 2020 года заключили брак в мэрии Парижа[4]. Дети, рождённые от Антуана Арно[20]:
  - сын Максим (род. 2 мая 2014),
  - сын Роман (род. 4 июня 2016).
- Сестра Оксана.
- Сестра Кристина.
- Сестра Мария. После рождения была удочерена семейной парой из США под именем Дженнифер Бернс. В июле 2021 года Наталья с сестрой Кристиной при помощи сервиса поиска родственников по тестам ДНК смогли установить связь с Дженнифер, и впоследствии встречались[11][21].
- У Наталии Водяновой есть двоюродный брат Сергей Водянов, несколько раз судимый за грабежи и кражи и проведший в заключении в общей сложности 15 лет, они не общаются[22][23].

## Благотворительность
В 2004 году основала  фонд «Обнажённые сердца» (англ. The Naked Heart Foundation) изначально для создания детских площадок на территории России и за рубежом. В общей сложности фонд создал более 200  игровых и спортивных площадок и парков в 159 населенных пунктах не только в России, но и за её пределами.
С 2011 года фонд занимается созданием сети бесплатных услуг для особых детей и членов их семей, развитием профессионального и родительского сообществ, а также ведет информационную деятельность. В рамках этого были созданы «Центр поддержки семьи» в Нижнем Новгороде,«Центр поддержки семьи» в Москве, а также реализуются проекты: обучение специалистов современным и эффективным методам для повышения качества жизни детей с двигательными нарушениями, трудоустройство людей с аутизмом и/или интеллектуальными нарушениями , информационная платформа «Обнаженные сердца онлайн, регулярное проведение Форума . Всего Фонд помог более 10 000 детей  с аутизмом и другими нарушениями в развитии.
Фонд “Обнажённые сердца” собирает деньги на проекты по поддержке детей с особенностями развития и их семей.

## Фильмография
| Год  |   | Русское название | Оригинальное название | Роль           |
| ---- | - | ---------------- | --------------------- | -------------- |
| 2001 | ф | Агент «Стрекоза» | CQ                    | Бриджит        |
| 2010 | ф | Битва Титанов    | Clash of the Titans   | Горгона Медуза |
| 2012 | ф | Влюблённые       | Belle du Seigneur     | Ариана         |

Водянова задумала и вместе с продюсерами Михаилом Зыгарем и Нателлой Крапивиной воплотила в жизнь документальный сериал «Русские каникулы», в котором она показывает Россию своим старшим детям, выросшим в Европе. Съемки проходили в Сочи, Адыгее, Пятигорске, Северной Осетии, Мурманске, Карелии и на Кольском полуострове. Проект вышел 25 апреля 2021 года на видеоплатформе Premier.